# Ana Karina Olaya
Ana Karina Olaya Gamboa (ur. 13 września 2002 w Buenaventurze) – kolumbijska siatkarka, reprezentantka kraju, grająca na pozycji przyjmującej. 

## Sukcesy klubowe
Superpuchar Portugalii:
- 2021, 2022[9]

Mistrzostwo Portugalii:
- 2022, 2023[10]

## Sukcesy reprezentacyjne
Puchar Panamerykański Kadetek:
- 2017[11]

Mistrzostwa Ameryki Południowej:
- 2019[12], 2021
- 2023[13]

Puchar Panamerykański:
- 2022[14]
- 2019[15], 2024[16]

Igrzyska Panamerykańskie:
- 2019[17]

## Nagrody indywidualne
- 2018: Najlepsza przyjmująca Mistrzostw Ameryki Południowej Kadetek
- 2021: Najlepsza przyjmująca Igrzysk Panamerykańskich Juniorek
- 2023: Najlepsza przyjmująca Pucharu Panamerykańskiego[18]
- 2024: Najlepsza atakująca Pucharu Panamerykańskiego[19]